# Projekt Asasif
Projekt Asasif – polska ekspedycja archeologiczna, pracująca od 2013 roku na nekropoli Asasif Północny, czyli części nekropoli tebańskiej zlokalizowanej w zagłębieniu oraz na zboczach doliny wzdłuż alej procesyjnych prowadzących do królewskich świątyń w Deir el-Bahari: Mentuhotepa II, Hatszepsut i Totmesa III. Znajdują się tu grobowce prywatne datowane są od Średniego Państwa do Okresu Ptolemejskiego. Celem polskiego projektu jest oczyszczenie, dokumentacja i konserwacja grobowców datowanych na okres Średniego Państwa. Pierwsze w nich datuje się na panowanie faraona Nebhepetrego Mentuhotepa II.  Badania dostarczają dowodów na silne powiązania pomiędzy Asasifem, a Deir el-Bahari na przestrzeni wieków. Projekt rozpoczęli badacze z Instytutu Archeologii Uniwersytetu Wrocławskiego pod kierunkiem dr Patryka Chudzika. Obecnie kieruje nim dr Anastasia Stupko-Lubczyńska z Centrum Archeologii Śródziemnomorskiej UW. Odkryto między innymi nieznany wcześniej grobowiec oraz niewielką kaplicę z kompletnym wyposażeniem. Twórcy projektu uzyskali część finansowania metodą crowdfundingu.  